# Olivia Bonamy
Pour les articles homonymes, voir Bonamy.
Olivia Bonamy est une actrice française, née le 21 septembre 1972 à Saint-Cloud.

## Biographie

### Jeunesse et formation
Olivia Christine Marie Bonamy naît le 21 septembre 1972 à Saint-Cloud, dans une famille d'antiquaires, elle passe son baccalauréat à 19 ans et s'inscrit en histoire de l'art à l'université mais n'y reste que pendant deux mois.

### Carrière
Olivia Bonamy décide rapidement de suivre des cours de théâtre qu'elle abandonne rapidement là encore au bout de deux mois. Elle n'aime pas les études et se lance dans les castings de théâtre et de cinéma afin de réaliser son grand rêve : poursuivre une carrière de comédienne.
En 1992, âgée de 20 ans, elle est remarquée par le réalisateur Patrice Leconte qui lui propose un rôle au théâtre avec la pièce Ornifle où elle joue avec Jean-Claude Dreyfus et Jean Benguigui : c’est le début d’une carrière partagée entre les scènes de théâtre et les plateaux de cinéma ainsi que les téléfilms.

#### Cinéma
En 1993, elle décroche son premier petit rôle au cinéma dans Le Petit Garçon de Pierre Granier-Deferre puis le second rôle féminin du film L'Échappée belle d'Étienne Dhaene en 1995 aux côtés d'Anémone et de Jean-Marc Barr.
C'est en 1999 qu'elle est découverte par le grand public dans le rôle de la petite amie de Jamel Debbouze dans la comédie Le Ciel, les Oiseaux et... ta mère ! de Djamel Bensalah puis dans le film Une pour toutes de Claude Lelouch.
Après des rôles principaux en 2000 avec le drame indépendant La Captive, de Chantal Akerman, puis l'acclamé Sur mes lèvres, de Jacques Audiard, en 2001, elle tente de s'imposer en tant que tête d'affiche avec le film d'action fantastique Bloody Mallory, de Julien Magnat, qui se solde néanmoins par un échec critique et commercial.
Elle ne tourne dès lors qu'irrégulièrement : elle tient l'un des rôles principaux de la comédie dramatique Filles perdues, cheveux gras aux côtés de Marina Foïs et Amira Casar en 2002 et la comédie romantique chorale Mariage mixte d'Alexandre Arcady, en 2003.
Après un passage par la télévision en 2005 en héroïne du téléfilm romantique Colomba, elle donne la réplique en 2006 dans Célibataires à Guillaume Depardieu, et s'aventure dans le cinéma d'horreur Ils, de David Moreau et Xavier Palud.
En 2007, elle apparaît dans deux films menés par Romain Duris : la comédie romantique L'Âge d'homme... maintenant ou jamais ! et le film choral à succès Paris, de Cédric Klapisch.
En 2008, elle fait un retour en force en donnant la réplique à Daniel Auteuil dans le polar MR 73, d'Olivier Marchal, puis à Benoît Poelvoorde dans la comédie La Guerre des miss, de Patrice Leconte.
Elle ne revient que trois ans plus tard, en héroïne de la comédie romantique Une folle envie, de Bernard Jeanjean, dont elle partage l'affiche avec Clovis Cornillac.
Ensuite, elle n'apparaît plus au cinéma durant cinq ans, à part un caméo en 2013 dans la comédie Chez nous c'est trois !, mise en scène par Claude Duty. Il faut attendre 2017 pour la voir dans un second rôle dans le drame De plus belle, écrit et réalisé par Anne-Gaëlle Daval.
En revanche, en 2016, elle est au casting de la série télévisée de France 3, Innocente, portée par le tandem composé de Julie de Bona et Sagamore Stévenin.

### Vie privée
Elle vit en couple avec Romain Duris. Ils ont deux fils.

## Filmographie

### Cinéma

#### Longs métrages
- 1995 : Le Petit Garçon de Pierre Granier-Deferre : Juliette
- 1995 : Ne pars pas Triandfilis (Sen de Gitme) de Tunç Basaran : Triyandfilis
- 1995 : Jefferson à Paris (Jefferson in Paris) de James Ivory : une écolière
- 1995 : L'Échappée belle d'Étienne Dhaene : Chloé
- 1998 : Le Ciel, les Oiseaux et... ta mère ! de Djamel Bensalah : Lydie
- 1999 : Une pour toutes de Claude Lelouch : Olivia Colbert
- 1999 : Voyous Voyelles de Serge Meynard : Léa
- 2000 : La Captive de Chantal Akerman : Andrée
- 2001 : Sur mes lèvres de Jacques Audiard : Annie
- 2002 : Bloody Mallory de Julien Magnat : Mallory
- 2002 : Filles perdues, cheveux gras de Claude Duty : Élodie
- 2003 : Mariage mixte d'Alexandre Arcady : Lisa Zagury
- 2006 : Célibataires de Jean-Michel Verner : Nelly
- 2006 : Ils de David Moreau et Xavier Palud : Clémentine
- 2007 : L'Âge d'homme... maintenant ou jamais ! de Raphaël Fejtö : Olivia
- 2007 : MR 73 d'Olivier Marchal : Justine Maxence
- 2008 : Paris de Cédric Klapisch : Diane
- 2008 : La Guerre des miss de Patrice Leconte : Cécile
- 2011 : Une folle envie de Bernard Jeanjean : Rose
- 2013 : Chez nous c'est trois ! de Claude Duty : l'actrice de "Baisers fanés"
- 2017 : De plus belle d'Anne-Gaëlle Daval : Manon
- 2023 : Pour l'honneur de Philippe Guillard : Anabella
- 2024 : Six Jours de Juan Carlos Medina : Juge Salvo

#### Courts métrages
- 1997 : Rendez-vous de Claude Saint-Antoine
- 2000 : Mortels de Samuel Jouy
- 2000 : Pierre, Paul ou Jacques... de Marie-Hélène Mille et Sabine Mille
- 2001 : Liens sacrés de Pascal Chaumeil
- 2001 : Mais que fait la police ! de Clément Delage
- 2001 : Heureuse de Céline Nieszawer

### Télévision
- 1994 : Des enfants dans les arbres de Pierre Boutron
- 1995 : Ils n'ont pas 20 ans de Charlotte Brandström
- 1995 : Ange Espérandieu de Alain Schwartzstein
- 1997 : Les Filles du maître de chai de François Luciani
- 1998 : Elle a l'âge de ma fille de Jacques Otmezguine
- 1998 : Un père en plus de Didier Albert
- 1998 : Le chant de l'homme mort de Jérôme Cornuau
- 1998 : Une leçon d'amour de Alain Tasma
- 2000 : Piège en haute sphère de Aruna Villiers
- 2005 : Colomba de Laurent Jaoui
- 2006 : Bataille natale de Anne Deluz
- 2016 : Innocente de Lionel Bailliu
- 2018 : Aux animaux la guerre d'Alain Tasma
- 2021 : Sauver Lisa de Yann Samuell

## Théâtre
- 2003 : Préliminaires de Daniel Cohen et Arié Elmaleh, mise en scène Daniel Cohen, Petits Mathurins
- 2010 : La Mère de Florian Zeller, mise en scène Marcial Di Fonzo Bo, théâtre de Paris
- 2014 : La mère de Florian Zeller, mise en scène Marcial Di Fonzo Bo, théâtre Hébertot

## Doublage

### Télévision

#### Séries télévisées
- 2016 : Alerte Contagion : Melinda (Faith Dillon)

## Distinctions
- 2000 : Révélation et découverte pour Piège en haute sphère au Festival de la fiction TV de Saint-Tropez[6]